# Геник Степан Миронович
Степа́н Миро́нович Ге́ник (20 серпня 1984, с. Криве, Тернопільська область, Українська РСР, СРСР — 19 квітня 2022, Донецька область, Україна) — український військовослужбовець, старший солдат підрозділу Збройних Сил України, учасник російсько-української війни, який загинув під час російського вторгнення в Україну.

## Життєпис
Народився 20 серпня 1984 року в с. Кривому, нині Козівської громади Тернопільського району Тернопільської області.
Учасник Революції гідності. З початком російсько-української війни відбув на фронт добровольцем.
Активний учасник ГФ «Самооборона Козівщини», Громадської ветеранської організації "Спілка бійців та волонтерів АТО «Сила України».
Загинув 19 квітня 2022 року під час бойового зіткнення та масованого артилерійського обстрілу на Донеччині. Похований 22 квітня 2022 року в рідному селі.
Залишилася дружина Віра та двоє синів (3-річний Арсен та 11-річний Мирон).

## Нагороди
- орден «За мужність» III ступеня (4 липня 2022, посмертно) — за особисту мужність і самовіддані дії, виявлені у захисті державного суверенітету та територіальної цілісності України, вірність військовій присязі[1].